# Leah Neale
Leah Neale (* 1. August 1995 in Ipswich, Queensland) ist eine australische Schwimmerin. Sie gewann je eine Silber- und Bronzemedaille bei Olympischen Spielen. Bei Weltmeisterschaften erhielt sie bis August 2023 auf der 50-Meter-Bahn dreimal Gold, einmal Silber und einmal Bronze, auf der 25-Meter-Bahn waren es zweimal Gold und einmal Bronze. Bei Commonwealth Games erschwamm sie eine Goldmedaille.

## Karriere
Leah Neale hat einen Bachelor-Abschluss in Sport, erworben an der University of the Sunshine Coast. Während ihres Studiums schwamm sie für den USC Spartans Swim Club, danach für den Chandler Swim Club in Brisbane.

### Die Jahre bis zur ersten Olympiateilnahme 2016
Neales internationale Karriere begann 2011 mit Silbermedaillen über 400 und 800 Meter Freistil bei den Youth Commonwealth Games. 2013 nahm sie an der Universiade in Kasan teil. Sie erreichte mit beiden Freistilstaffeln das Finale und wurde Sechste über 400 Meter Freistil. 2014 bei den Kurzbahnweltmeisterschaften in Doha gewannen Leah Neale, Madison Wilson, Brianna Throssell und Kylie Palmer die Bronzemedaille in der 4-mal-200-Meter-Freistilstaffel. Über 400 Meter Freistil belegte Neale den achten Platz.
Bei den Weltmeisterschaften 2015 in Kasan schied Neale über 400 und 800 Meter Freistil im Vorlauf aus. Bronte Barratt, Jessica Ashwood, Leah Neale und Emma McKeon wurden Sechste in der 4-mal-200-Meter-Freistilstaffel. Bei den Olympischen Spielen 2016 in Rio de Janeiro schwamm die 4-mal-200-Meter-Freistilstaffel mit Leah Neale, Bronte Barratt, Tamsin Cook und Jesssica Ashwood die zweitschnellste Vorlaufzeit hinter dem Quartett aus den Vereinigten Staaten. Im Finale waren Leah Neale, Emma McKeon, Bronte Barratt und Tamsin Cook vier Sekunden schneller als die Vorlaufstaffel und schlugen als Zweite hinter Team USA an. Alle fünf beteiligten Australierinnen erhielten eine Silbermedaille.

### Die Jahre bis zur zweiten Olympiateilnahme 2020 (2021)
2017 bei den Weltmeisterschaften in Budapest schied Neale über 400 Meter Freistil im Vorlauf aus. In der 4-mal-200-Meter-Freistilstaffel wurden Madison Wilson, Emma McKeon, Kotuku Ngawati und Ariarne Titmus Dritte hinter den Vereinigten Staaten und hinter China. Shayna Jack und Leah Neale erhielten eine Bronzemedaille für ihren Vorlaufeinsatz. Bei den Commonwealth Games 2018 in Gold Coast wurde Leah Neale Sechste über 200 Meter Freistil. Ariarne Titmus, Leah Neale, Brianna Throssell und Emma McKeon gewannen den Titel in der 4-mal-200-Meter-Freistilstaffel mit anderthalb Sekunden Vorsprung vor den Kanadierinnen. Im Jahr darauf bei den Weltmeisterschaften 2019 in Gwangju erreichte die australische 4-mal-200-Meter-Freistilstaffel mit Kiah Melverton, Brianna Throssell, Madison Wilson und Leah Neale das Finale mit der schnellsten Vorlaufzeit. Im Endlauf siegten Ariarne Titmus, Madison Wilson, Brianna Throssell und Emma McKeon in der neuen Weltrekordzeit von 7:41,50 Minuten, wobei die zweitplatzierte Staffel aus den Vereinigten Staaten ebenfalls unter dem alten Weltrekord blieb. Leah Neale und Kiah Melverton erhielten eine Goldmedaille für ihren Vorlaufeinsatz.
Bei den erst 2021 ausgetragenen Olympischen Spielen in Tokio schwammen in der 4-mal-200-Meter-Freistilstaffel Mollie O’Callaghan, Meg Harris, Brianna Throssell und Tamsin Cook die schnellste Vorlaufzeit. Im Finale erreichten Ariarne Titmus, Emma McKeon, Madison Wilson und Leah Neale den Anschlag drei Sekunden schneller als ihre Kolleginnen im Vorlauf. Diese Zeit reichte aber nur zum dritten Platz hinter den Staffeln aus China und aus den Vereinigten Staaten. Eine Bronzemedaille erhielten alle acht Australierinnen.

### Die Jahre ab 2022
Im Juni 2022 bei den Weltmeisterschaften in Budapest gewannen Mollie O’Callaghan, Madion Wilson, Meg Harris und Shayna Jack den Titel in der 4-mal-100-Meter-Freistilstaffel vor den Kanadierinnen. Brianna Throssell und Leah Neale erhielten für ihren Vorlaufeinsatz ebenfalls Gold. In der 4-mal-200-Meter-Freistilstaffel traten im Finale Madison Wilson, Leah Neale, Kiah Melverton und Mollie O’Callaghan an und belegten den zweiten Platz hinter dem Quartett aus den USA. Brianna Throssell und Lani Pallister wurden für ihren Vorlaufeinsatz ebenfalls mit Silber geehrt. In der 4-mal-100-Meter-Mixed-Freistilstaffel siegten Jack Cartwright, Kyle Chalmers, Madison Wilson und Mollie O’Callaghan. Im Vorlauf waren Zac Incerti, William Xu Yang, Meg Harris und Leah Neale angetreten.
Im Dezember 2022 war Melbourne Gastgeber der Kurzbahnweltmeisterschaften 2022. Mollie O’Callaghan, Madion Wilson, Meg Harris und Emma McKeon gewannen zunächst den Titel in der 4-mal-100-Meter-Freistilstaffel und stellten dabei in 3:25,43 Minuten einen neuen Kurzbahnweltrekord auf. Leah Neale erhielt Gold für ihren Vorlaufeinsatz. Die 4-mal-200-Meter-Freistilstaffel mit Madison Wilson, Mollie O’Callaghan, Leah Neale und Lani Pallister schwamm in 7:30,87 Minuten ebenfalls Kurzbahnweltrekord. Hier waren im Vorlauf Meg Harris, Brittany Castelluzzo und Laura Taylor dabei. Neale trat in Melbourne auch in Einzelwettbewerben an. Sie wurde Achte über 400 Meter Freistil und Sechste über 200 Meter Freistil.
2023 konnte sich Leah Neale nicht für die Weltmeisterschaften in Fukuoka qualifizieren.